# Roger Joseph Pichette
Pour les articles homonymes, voir Pichette.
Roger Joseph Pichette était un homme d'affaires et un homme politique canadien.

## Biographie
Roger Joseph Pichette est né le 14 août 1921 à Chandler, au Québec. Son père est J.E. Pichette et sa mère est Marie-Ange Rousseau. Il étudie au Séminaire de Saint-Hyacinthe. Il épouse Florence Olscamp le 18 août 1943.
Il est député de Restigouche à l'Assemblée législative du Nouveau-Brunswick de 1952 à 1960 en tant que progressiste-conservateur. Il est ministre de l'Industrie et du Développement durant la même période
Il est mort le 21 novembre 2002.